# SydkraftGirot
SydkraftGirot var ett svenskt etapplopp på cykel som omfattade 3-4 dagar. Tävlingen arrangerades åren 1985 till 1989 gick i södra Sverige, framför allt i Skåne och Blekinge.
Arrangör av tävlingen var Skånes Cykelförbund och huvudsponsor var Sydkraft.

## Vinnare
- 1985:  Per Christiansson
- 1986:  Ingemar Pettersson
- 1987:  Roul Fahlin
- 1988:  Michel Lafis
- 1989:  Jan Karlsson